# 오버 드라이브 (2018년 영화)
"오버 드라이브"(영어: OVER DRIVE)는 2018년 공개된 일본의 스포츠 드라마 영화이다. 하스미 에이치로가 감독, 쿠와무라 사야카가 각본을 맡았다. 랠리를 소재로 하고 있다.

## 출연
- 히가시데 마사히로 - 히야마 아쓰히로 역
  - 오바라 유이토 - 어린 아쓰히로 역
- 아라타 마켄유 - 히야마 나오즈미 역
  - 자이젠 카이토 - 어린 나오즈미 역
- 모리카와 아오이 - 엔도 히카루 역
- 키타무라 타쿠미 - 신카이 아키라 역
- 마치다 케이타 - 마스다 준페이 역
- 카나메 준 - 가가와 히사토시 역
- 요시다 코타로 - 쓰즈키 잇세이 역
- 사토 코지로 - 가타오카 사토시 역
- 히라야마 유스케 - 하라 요시카즈 역
- 마쓰모토 미노루 - 사카자키 유타카 역
- 하세가와 티티 - 미즈노 우야 역
- 가와구치 사토루 - 세키 류타 역
- 시미즈 히마와리 - 나가세 하루나 역